# Лудза
Лу́дза (латыш. и латг. Ludzaо файле; до 1920 года — Лю́цин, также Люцын, пол. Lucyn) — город на востоке Латвии, находится в историко-культурной области Латгалия. Административный центр Лудзенского края.

## Географическое положение
Лудза расположена на Латгальской возвышенности, являющейся самой обширной возвышенностью Латвии, в её восточной части, в основании сложенной главным образом мергелями и доломитами девонского возраста (на их поверхности развиты рыхлые моренно-глинистые, древнеозёрные и флювиогляциальные отложения). Рельеф моренно-холмистый: камы, древние долины стока, озёрные котловины.
Климат континентальный. Средняя температура января составляет −7 — 7,5°, минимальная может доходить до −35°. Средняя температура июля +16,5 — 17°, максимальная +35°. Количество осадков в пределах 550—650 мм в год, причём на тёплый период года приходится от 420 до 480 мм. Вегетативный период от 178 до 185 дней. Безлистный период длится до 145 дней. Толщина снежного покрова 25−35 см, он держится около 100 дней.

### Реки и озёра
Берега четырёх озёр являются естественными границами города:
- озеро Лиелайс-Лудзас (рус. Большое Лудзенское или Большая Лужа, латыш. Lielais Ludzas ezers, латг. Ļelys Ludzys azars). Площадь озера — 846,4 га, максимальная глубина — 6,5 м, с четырьмя безымянными островами;
- Дунакля (латыш. Dūnākļa ezers или Dunakļu ezers, латг. Dunakļu azars). Площадь озера — 87,2 га, макcимальная глубина — 3,7 м, с островом Рожсала (лат. Rožsala);
- Звиргзденес (латыш. Zvirgzdenes ezers или Zvirgzdienes ezers, латг. Zvērgzdines azars). Площадь озера — 134,2 га, максимальная глубина — 4,7 м, с пятью островами: Лиепу (рус. Липовый), Озолу (рус. Дубовый), Йеву (рус. Черёмуховый), Лакстигалу (рус. Соловьиный), Милестибас (рус. Любви) (латыш. Liepu, Ozolu, Ievu, Lakstīgalu, Mīlestības);
- Рунтортас (латыш. Runtortas ezers или Runtortu ezers, латг. Runtortys azars). Площадь озера — 32,5 га, максимальная глубина — 3,8 м.

В черте города расположено озеро Мазайс-Лудзас (Малое Лудзенское или Малая Лужа, латыш. Mazais Ludzas ezers, латг. Mozīs Ludzys azars). Площадь озера — 36,5 га, максимальная глубина — 2,5 м.
Из озера Рунтортас вытекает река Гарбарупе (латыш. Garbarupe), являющаяся естественной границей города и впадающая в протоку Плитница (латыш. Plītnīса), соединяющую озеро Звиргзденес с Малым Лудзенским озером, которое, в свою очередь, соединено протокой с Большим Лудзенским озером, соединённым с озером Дунакля прорытым в 1954 году каналом.
Ихтиофауна представлена такими видами рыб, как плотва, окунь, щука, лещ, линь, европейский угорь, краснопёрка, ёрш, уклейка, пескарь, густера, карп, золотой карась, судак.

## История
Официальная версия о первом упоминании Лудзы в письменных источниках основана на сочинении русского историка Н. М. Карамзина «История государства Российского», где он соотносил современный ему город Люцин с Лучином, упомянутым в Ипатьевской летописи под 1173 годом. Летопись сообщает, что в 1172 году у князя Рюрика Ростиславича родился сын Ростислав Рюрикович (в крещении Михаил) во время пребывания «на Лучине» по пути из Новгорода в Смоленск. В честь этого князь дал город сыну в вотчину («…дасть ему отець его Лучин город в нём же родися») и построил церковь Святого Михаила. Однако в этом же сочинении Карамзин противоречит самому себе, упоминая Лучин как город в Смоленском княжестве.
Люцин под властью Ливонии
Время постройки Лудзенского замка доподлинно неизвестно. Наиболее поздней возможной датой возведения называется 1399 год. После создания в 1435 году Ливонской конфедерации, включавшей в себя Ливонский орден, Люцин остался во владении Ордена вплоть до его ликвидации в 1561 году.
В 1481 году войска великого князя Московского Ивана III Васильевича вторглись в Ливонию в ответ на осаду Пскова годом ранее Ливонским орденом. Люцинский замок был разрушен. Лишь в 1525 году Ливонскому ордену удалось его восстановить. Однако в 1552 году замок вновь разрушен русскими войсками.
В ходе Ливонской войны (1558—1583), в ноябре 1561 года ландмейстер Готхард фон Кетлер заключил с Сигизмундом II Августом Виленскую унию, в соответствии с которой Люцин отходил к Великому княжеству Литовскому.
В 1566 году на этой территории образовано Задвинское герцогство, до заключения Люблинской унии в 1569 году бывшее провинцией Великого княжества Литовского, а после образования Речи Посполитой — под совместным управлением Польши и Литвы. Немецкий Лудзен (Ludsen) сменил название на польское Люцин (Lucyn).
В ходе Ливонской войны в Люцин прибыл польский король Стефан Баторий. По его приказу замок был укреплён и в нём разместили тысячный гарнизон.
В июле (по другим данным — в августе) 1577 года Люцин, который русские называли город Лужа, без боя заняли войска под командованием Ивана Грозного.
В 1581 году Стефан Баторий, возвращаясь из похода на Псков, подошёл к Люцину. На требование сдать крепость последовал отказ — гарнизон замка открыл огонь по подъехавшим к воротам королевским парламентёрам. Штурмовать замок Стефан Баторий не стал.
15 января 1582 года между Речью Посполитой и Российским государством заключён Ям-Запольский мир, завершивший Ливонскую войну. Люцинский замок возвратили Речи Посполитой, в составе которой он находился до 1772 года.
Люцин в составе Речи Посполитой
После заключения Ям-Запольского мира Люцин стал частью созданного Речью Посполитой Венденского воеводства. В 1629 году сохранённая за Речью Посполитой территория Венденского воеводства получила название Инфлянтского воеводства, которое делилось на пять трактов (включая и Люцинский тракт с центром в Люцине).
В 1625 году, во время очередной польско-шведской войны, крепость занял отряд шведской армии. В крепости некоторое время размещалась ставка шведского короля Густава II Адольфа. В сентябре 1629 года между Швецией и Речью Посполитой было заключено Альтмаркское перемирие, по которому Речь Посполитая вернула себе Инфлянты, включая и Люцин.
В следующий раз Люцин пострадал от военных действий в ходе русско-польской войны 1654—1667 годов. Во время похода русского царя Алексея Михайловича в 1654 году Люцинский замок был осаждён в октябре и взят штурмом в конце ноября. Он оставался под властью Российского государства до подписания в 1667 году Андрусовского перемирия, завершившего русско-польскую войну 1654—1667 годов возвращением захваченных Польских Инфлянт Речи Посполитой.
Люцин в составе Российской империи
В феврале 1772 года в Вене подписана конвенция о разделе Речи Посполитой между Прусским королевством, Австрийской и Российской империями.
22 марта 1777 года именным указом императрицы Екатерины II «Об учреждении Могилёвской губернии из 12, а Полоцкой из 11 уездов», местечку Люцин был присвоен статус города (он стал центром уезда).
21 сентября 1781 года утверждён герб города Люцина, созданный герольдмейстером, действительным статским советником А. А. Волковым.
В 1898 году начались работы по прокладке железной дороги от Москвы до города-порта Виндавы (ныне Вентспилс) на побережье Балтийского моря. В соответствии с планом строительства на расстоянии одной версты от города Люцина построена железнодорожная станция, начавшая свою работу в сентябре 1901 года.
12 марта 1917 года в Петрограде, сразу после Февральской революции, Латгальским обществом помощи жертвам войны были организованы дебаты об отделении Двинского, Режицкого и Люцинского уездов, большинство населения которых составляли латгальцы и латыши, от Витебской губернии и объединении этих трёх латгальских уездов с двумя другими историческими областями проживания латышей — Видземе и Курземе. Большинство делегатов (43 — за, 23 — против) проголосовало за проведение в апреле 1917 года в Режице объединительного съезда. 26 и 27 апреля 1917 года в Режице состоялся Первый Латгальский конгресс, который постановил, что латыши Курземе, Видземе и Латгалии являются единым народом, и что Латгалия, являясь неотъемлемой составляющей частью Латвии, имеет при этом право на автономию, ввиду ряда особенностей культурно-исторического развития.
3—4 декабря 1917 года в Режице состоялся Съезд Советов латгальских уездов Витебской губернии, или Второй Латгальский конгресс (латыш. Otrais Latgales kongress).
В связи со срывом переговоров в Брест-Литовске германские войска 18 февраля 1918 года начали повсеместное наступление на Восточном фронте. Вечером 22 февраля 1918 года в оставленный за день до этого отступающими войсками РККА город Люцин вошла рота солдат германской армии.
Германская оккупация Люцина закончилась в 7 часов утра 28 ноября 1918 года в связи с капитуляцией Германии в Первой мировой войне. По Компьенскому договору между Антантой и Германией последняя должна была денонсировать Брест-Литовский договор и сохранять своё военное присутствие на оккупированных территориях России до прибытия войск Антанты. Однако по негласной договорённости с германским командованием территории, с которых выводились германские войска, занимали части Красной армии РСФСР. Так, уже через три часа после вывода из Люцина германских войск, туда вошёл отряд красноармейцев.
В начале 1919 года Люцинский уезд, как и два других «инфлянтских» (латгальских) уезда Витебской губернии — Двинский и Режицкий, был фактически интегрирован в Социалистическую Советскую Республику Латвии, что нашло отражение в конституции республики.
Лудза в составе Латвийской Республики
В ночь с 20 на 21 января 1920 года части Красной армии и советское руководство города поспешно оставили Люцин. Город де-факто стал частью Латвийской Республики. 30 января 1920 года между Латвийской Республикой и РСФСР было заключено перемирие, а 1 февраля 1920 года подписан дополнительный договор, определивший установившуюся линию фронта в качестве демаркационной линии. 11 августа 1920 года в Риге подписан Рижский мирный договор, по которому Люцин стал частью Латвийской Республики де-юре.
В 1920 году Люцин был переименован на его латгальское название — Лудза. Город стал административным центром Лудзенского уезда, просуществовавшего до административно-территориальной реформы 1949 года.
В 1938 году Лудза сильно пострадала от пожара, уничтожившего половину города.
Лудза в составе СССР
5 августа 1940 года Латвия присоединилась к СССР. В годы Второй мировой войны, в начале июля 1941 года Лудза оккупирована войсками нацистской Германии. Город становится частью Динабургской окружной области (нем. Kreisgebiete Duenaburg) генерального округа Латвия в составе созданного 1 сентября 1941 года рейхскомиссариата Остланд.
23 июля 1944 года Красной армией были выбиты из Лудзы подразделения 126-й пехотной дивизии вермахта. Вместе с частями Красной армии в Лудзу прибыли представители партийных и советских органов, чтобы подготовить здания для размещения ЦК Коммунистической партии Латвии и Совета народных комиссаров Латвийской ССР.
26 июля 1944 года в Лудзе собрался пленум ЦК Компартии Латвии. Он обсудил вопрос о состоянии народного хозяйства в освобождённых районах Латвийской ССР.
В результате административно-территориальной реформы, 31 декабря 1949 года был упразднён Лудзенский уезд, и Лудза стала административным центром Лудзенского района, просуществовавшего до 2009 года.
Новейшая история
4 мая 1990 года принята декларация Верховного Совета Латвийской ССР о восстановлении независимости Латвийской Республики. 6 сентября 1991 года Госсовет СССР принял постановление о признании независимости Латвийской Республики.
С 1 июля 2009 года, после ликвидации районов в Латвии, Лудза — центр Лудзенского края.

## Население
По данным Центрального статистического управления Латвии, на начало 2023 года численность населения города составила 7640 человек.
Национальный состав
Национальный состав населения города согласно переписи населения 1989 года и по оценке на начало 2015 года:
| Национальность | чел. (1989) | %      | чел. (2015) | %      |
| -------------- | ----------- | ------ | ----------- | ------ |
| Всего          | 11853       | 100,00 | 8349        | 100,00 |
| Латыши         | 5487        | 46,29  | 4825        | 57,79  |
| Русские        | 5420        | 45,73  | 2972        | 35,60  |
| Белорусы       | 331         | 2,79   | 197         | 2,36   |
| Украинцы       | 208         | 1,75   | 106         | 1,27   |
| Поляки         | 150         | 1,27   | 79          | 0,95   |
| Литовцы        | 73          | 0,62   | 24          | 0,29   |
| Другие         | 184         | 1,55   | 146         | 1,75   |

Во времена Российской империи Люцин входил в черту еврейской оседлости и до Второй мировой войны был населён преимущественно евреями, численность которых достигала 65,8 % от всего населения города.
Национальный состав населения города Люцина исходя из сведений по заявленному родному языку (данные всеобщей переписи населения 1897 года):
| Национальность       | чел. (1897) | %      |
| -------------------- | ----------- | ------ |
| Всего                | 5140        | 100,00 |
| Евреи                | 2801        | 54,49  |
| Белорусы             | 1151        | 22,39  |
| Великорусы (русские) | 678         | 13,19  |
| Латыши               | 237         | 4,61   |
| Поляки               | 228         | 4,44   |
| Малорусы (украинцы)  | 22          | 0,43   |
| Немцы                | 11          | 0,21   |

Кроме того, в районе Люцина (Лудзы) ранее проживала этнографическая группа лудзенских эстонцев (так называемые люцинские эсты).

## Известные люди

### Родившиеся в Лудзе
- Яков Петрович Кульнев [1763 (или 1764), Люцин — 1812, погиб в бою у дер. Боярщина, совр. Белоруссия] — генерал-майор.
- Леонид Иванович Добычин [1894, Люцин — 1936 (?), Ленинград] — русский писатель.
- Антоний Фердинанд Оссендовский (Антон Мартынович Оссендовский) (пол. Antoni Ferdynand Ossendowski; 1878, Люцин — 1945, Żółwin, Польша) — польский писатель, журналист, путешественник, общественный деятель.
- Леон (Леонид) Томашицкий (латыш. Leons Tomašickis; 1904, Лудза — 1996, Рига) — скульптор, педагог.
- Сергей Лазовский (род. в 1976) — тяжелоатлет, многократный чемпион Латвии, участник Олимпийских игр в Сиднее.
- Есения Волжанкина (род. в 1983) — легкоатлетка.
- Евгений Линар (1920—2003) — физиолог и разработчик медицинских приборов. Основоположник внутрижелудочной рН-метрии в СССР.
- Герц Франк (1926, Лудза — 2013, Иерусалим) — кинодокументалист, кинорежиссёр, сценарист. Лауреат Государственной премии Латвийской ССР (1967), Заслуженный деятель искусств Латвийской ССР (1975). Почётный гражданин Лудзы (2012).
- Лев Вульфович Франк (1920, Лудза — 1978, Душанбе) — доктор юридических наук, основатель советской виктимологии.
- Иван (Ян) Яковлевич Строд (1894, Люцин — 1937, Москва) — военный деятель, герой Первой мировой войны (полный Георгиевский кавалер) и герой Гражданской войны в Сибири (трижды кавалер ордена Красного Знамени). Расстрелян, посмертно реабилитирован в 1957 году.
- Илья Григорьевич Чашник (1902, Люцин — 1929, Ленинград) — художник, дизайнер, представитель арт-авангарда.
- Кароль (Карл Иванович) Богданович (пол. Karol Bohdanowicz, 1864, Люцин — 1947, Варшава, Польша) — российский и польский геолог, горный инженер, путешественник, российский профессор геологии, академик Польской Академии наук.

### Жившие и работавшие в Лудзе
- Элиэзер Дон Ихье[ивр.] (Лейзер Донхин) [1883, Дрисса (совр. Верхнедвинск, Белоруссия) — 1926, Лудза] — раввин Люцина (Лудзы) c 1876 по 1926 год. Автор нескольких книг на иврите по вопросам иудаизма, высоко оценённых еврейскими религиозными авторитетами, среди них: «Эвен штия» (ивр. «אבן שתיה»‎, Вильна, 1893), «Таам магидим» (ивр. «טעם מגדים»‎, Лудза, 1934) и др.[25]
- Анисим Петрович Рекашев (1859—1955) — врач Лудзенского уезда.
- Сергей Петрович Сахаров (1880, Полоцк, Витебская губерния — 1954, Рига) — белорусский фольклорист, историк православной церкви, этнограф, педагог, публицист, общественно-политический деятель Латвийской Республики. С 1902 по 1907 год учительствовал в Люцинском начальном городском училище. В 1917—1921 годах — директор и преподаватель Лудзенской городской гимназии. В 1905 году венчался в Люцине с Ольгой Никонович, которая была дочерью протоиерея Фёдора Никоновича — настоятеля Люцинского собора и благочинного всех церквей Люцинского уезда, члена 3-й Государственной думы. В 1906 году в газете «Витебский голос» вышла первая публикация С. П. Сахарова о Люцине — «Люценская легенда о старом замке». Лудзе посвящено его исследование «Город Лудза в прошлом и настоящем» (Рига, 1935) и «Краткая записка о существовании Люцинской гимназии за время с 1917 по 1921 год по случаю первого выпуска учащихся». Был инициатором создания первого в Латгалии историко-краеведческого музея (1918), который начал работать в нескольких классах гимназии.
- Пётр Петрович Верещагин (1834, Пермь — 1886, Санкт-Петербург) — русский академик живописи, пейзажист, брат художника В. П. Верещагина. В 1866—1868 годах преподавал в Люцине рисование, черчение и чистописание. В 1868 году за картину «Вид города из окрестностей Люцина» удостоен звания классного художника 1-й степени. Другой картиной люцинского периода жизни В. П. Верещагина является «Ветряная мельница в Люцине».
- Сергей Арсеньевич Виноградов [1869, село Большие Соли Костромской губернии (ныне посёлок городского типа Некрасовское Ярославской области) — 1939, Рига] — русский академик живописи (1912), участник объединения «Союз русских художников» (1903), действительный член Императорской академии художеств (1916). В 1935 году месяц жил в Лудзе у своего знакомого доктора Д. Е. Войнича, где написал несколько картин с видами города («В Лудзе», «Нагорная улица в Лудзе»).

### Так или иначе связанные с Лудзой
- Герард Денгоф (младший) (нем. Gerhard Dönhoff, польск. Gerard Denhoff; ок. 1598, Мальборк, Речь Посполитая — 1648, там же) — немец на польской службе, первый староста Люцина. Воевода поморский и венденский, военачальник и дипломат, доверенное лицо польского короля Владислава IV Вазы.
- Станислав Эрнест Денхоф (польск.: Stanisław Ernest Denhoff, нем. Dönhoff; ок. 1673, Koscierzynie, Польша — 1728, Гданьск, Польша) — люцинский староста. Великий ловчий литовский (с 1697), великий мечник коронный (1704—1721), литовский польный гетман (1709—1728), воевода полоцкий (1722—1728); маршалок сейма в 1710, 1712 и 1713 гг. Похоронен в Ченстохове.
- Михаил Иванович Борх (нем. Michael von der Borch-Lubeschütz, пол. Michał Jan Borch; 1751, Варакляны Лифляндской губернии — 1810, Варакляны) — геолог, минералог, писатель, генерал-лейтенант; генеральный обозный войск Великого княжества Литовского, староста люцинский с 8 августа 1772 года, воевода белзский (1787—1791)[26].
- Николай Степанович Гумилёв (1886, Кронштадт — 1921, расстрелян под Петроградом, точное место неизвестно) — русский поэт, переводчик, литературный критик, путешественник, офицер. В журнале военных действий Лейб-гвардии Уланского Её Величества Государыни Императрицы Александры Феодоровны полка от 1916 года есть запись «…16 марта. Прибыли в Режицу, получили приказание идти в город Люцин, где должны быть квартирьеры». В расположенных вокруг Люцина фольварках полк находился в резерве до середины мая. Таким образом, в начале апреля 1916 года Н. C. Гумилёв, произведённый в прапорщики и переведённый в 5-й Александрийский гусарский полк, провёл в Люцине несколько дней[27].

В Люцине 30 декабря 1889 года родилась Анна Андреевна Гумилёва, урождённая Фрейганг, жена брата Гумилёва — Дмитрия Степановича. Во время Первой мировой войны А. А. Гумилёва пошла на фронт как сестра милосердия. Д. С. Гумилёв, поручик, прошёл почти всю войну (по состоянию здоровья он был демобилизован раньше младшего брата, был контужен, тяжело болел и умер в Риге в 1922 году вскоре после расстрела брата). Последние годы его жизни прошли в доме жены. Семье Фрейгангов принадлежало расположенное около Люцина имение «Крыжуты», в котором А. А. Гумилёва жила и после смерти мужа до своего отъезда в Бельгию. Умерла А. А. Гумилёва в Брюсселе 1 февраля 1965 года.

## Достопримечательности
Государственной инспекцией по охране памятников культуры Латвии в список охраняемых включён целый ряд объектов города Лудзы и его окрестностей.

### Памятники архитектуры
Здание почты
Построено в 1929 году по проекту известного латышского архитектора Давида Зариньша (Dāvids Zariņš), является ярким образцом архитектуры функционализма 1920—30-х годов.
Капелла Тадеуша
Восьмиугольная деревянная ротонда капеллы Святого Тадеуша построена в 1738 году владельцем поместья Эверсмуйжа графом Тадеушем Карницким (пол. Tadeusz Karnicki; ум. 1784) и использовалось как усыпальница семьи Карницких. После пожара 1938 года, уничтожившего бо́льшую часть зданий города, включая католический костёл, капелла использовалось католиками как приходской храм. В 1934 году возле неё установлена четырёхметровая скульптура Девы Марии работы уроженца Лудзы Леона Томашицкого, в честь которого в 2002 году у подножия капеллы был установлен памятный камень.
Руины Лудзенского замка
Одна из легенд гласит, что в давние времена большая часть нынешней латгальской земли принадлежала могучему немецкому феодалу Волквину. Его главная резиденция находилась в замке Волкенберг (Маконькалнс) около озера Разнас. У правителя не было наследников мужского пола, поэтому после смерти родителей все эти земли унаследовали три дочери-красавицы — Розалия, Люция и Мария. Они разделили наследство на три части, и каждая посреди своего участка велела построить по каменному замку, назвав его своим именем. Таким образом, Розалия основала Розиттен (Резекне), Люция дала название Люцину (Лудза), а Мария — Мариенгаузену (Виляка).
Другая легенда повествует о том, что когда-то жили две сестры — Люция и Розалия. Они решили построить по замку. Выбрали для них места на расстоянии 20 километров друг от друга. Собрали по огромной куче камней и принялись за работу. Но мастерок был только один: его они использовали по очереди, время от времени перебрасывая инструмент одна другой. Один бросок Розалия не рассчитала, и мастерок, пролетев мимо Люции, с такой силой вонзился в землю, что сестра его с трудом могла вытащить. Там, где лежала ручка мастерка, образовалось Малое Лудзенское озеро, а там, где была лопатка — Большое Лудзенское озеро.
В декабре 1826 года витебский губернатор (в состав Витебской губернии на тот момент входил Люцин) А. И. Сорокунский получил циркулярное предписание управляющего Министерством внутренних дел о повелении российского императора Николая I собрать и предоставить сведения о имеющихся на территории губернии замках, крепостях и прочих сооружениях древности и об их состоянии. Во исполнение данного предписания городничий Люцина информировал губернские власти о наличии во вверенном ему городе старинной крепости, строенной из булыжного камня и кирпича; но кто её построил, когда и зачем, ни ему, ни местным жителям неизвестно. Кроме того, городничий выразил беспокойство о сохранности крепости ввиду размывания дождями и опасности обрушения части крепостной стены на жилые строения, построенные у подножия крепостного холма.
Командированный в Люцин губернский архитектор подтвердил плачевное состояние замка из-за выемки местными жителями песка и глины из основания холма, что грозило обрушением. Кроме того, существовала опасность обрушения части стены, из которой жители Люцина вынимали камни и кирпичи для нужд строительства. Так как для сохранения находящегося в критическом состоянии участка стены потребовалось бы не менее ста тысяч рублей казённых денег, а сохраняемая тем самым стена составляла лишь сотую часть прежних сооружений замка, было рекомендовано данную стену разобрать, что и было сделано в 1831 году. Тем самым первый, принятый на государственном уровне акт о сохранении исторических памятников, привёл к разрушению части памятника.

### Памятники археологии
Могильник Лудзас Одукалнс (Люцинский могильник)
Могильник латгалов (некоторые исследователи считают, что ливов) датированный IX—X веками. Находящийся сейчас в черте города Лудза могильник впервые был обнаружен в конце 1880-х годов жителями деревни Юриздика, на землях которой находился холм, по-русски называемый Комарова гора (или Комаровка). О найденных скелетах и медных предметах стало известно местным обывателям, один из которых собрал из приобретённых им у крестьян находок целую коллекцию. О ней стало известно инспектору народных училищ Витебской губернии Е. Р. Романову, который принял меры для охраны Люцинского могильника от произвольных раскопок и затем, по поручению Императорской археологической комиссии, возглавил изучение могильника в 1890—1891 годах. Независимо от Е. Р. Романова в 1891 году на могильнике работала экспедиция Императорского исторического музея под руководством В. И. Сизова. Количество найденных предметов исчислялось сотнями. Находки июня 1890 года передали в Императорский Эрмитаж, находки июля 1891 года отосланы в Виленский музей древностей, а находки сентября 1891 года — в Императорский Российский исторический музей в Москве (сейчас Государственный исторический музей) вместе с находками В. И. Сизова. Результаты раскопок опубликованы в издании «Древности Северо-Западного края. — Т. I. Вып. 2: Люцинский могильник» (С.-Петербург, 1893). Во времена первой Латвийской Республики здесь вели раскопки Ф. Балодис (F. Balodis) в 1925 году и П. Степиньш (P. Stepiņš) в 1938 году.
Городище Юриздика

### Городская застройка
Исторический центр Лудзы
В застройке исторического центра города центральное место занимает Свято-Успенский православный собор, построенный в 1845 году в стиле русского классицизма по проекту архитектора А. Захарова и перестроенный в 1900—1901 годах (купол подняли на 8 метров, колокольню — на 4 метра, установили новый иконостас).
Хронометр Лудзы
7 августа 2015 года на лудзенской городской площади торжественно открыты солнечные часы с девизом края — «Встретим восход солнца в Лудзе!» Дизайн этого объекта создал Валдис Маевскис. Часы состоят из нескольких символических элементов, розы ветров, циферблата и больших валунов. Вертикальная деталь солнечных часов — гномон — обеспечивает образование тени, по которой можно определить время. Автор «часового механизма» в Лудзе — астроном и математик Мартиньш Гиллс.
Гномон часов в Лудзе выглядит как большой сундук с ключом. Мастерская Антона Масальскиса выполнила работы по гравировке, которые с особой точностью провёл Николай Спруктс. Но часы — это лишь часть интерактивного архитектурного объекта, который выполняет также культурные и образовательные функции. Горожане и туристы могут не только узнать точное время, но и ознакомиться с историей Лудзы и наиболее важными культурными объектами в крае. Часы создавались на основе открытого конкурса, проведённого самоуправлением. Стоимость их создания составила 114 548 евро. Более четверти необходимой суммы на проект пожертвовал президент Itera Latvija Юрис Савицкис.

### Воинские братские могилы
На территории Лудзы находятся несколько братских могил. Одна из них расположена в городском парке — в ней захоронены 9 воинов Советской армии, посмертно удостоенных звания Героя Советского Союза (лейтенант В. И. Зайцев, старший сержант Х. Р. Ахметгалин, сержант П. К. Сыроежкин, младший сержант М. С. Чернов, ефрейтор Ч. Уразов, рядовые Ф. И. Ашмаров, Т. Тайгараев, Я. С. Шакуров и М. Е. Шкураков). На насыпном кургане над могилой в 1963 году установлен памятник «Скорбящая мать» (скульптор Янис Зариньш, архитектор Велта Айзупиете).
Рядом с православным храмом Успения Пресвятой Богородицы расположено братское захоронение семи партизан (Антон Антонов, Виталий Дударев, Пётр Захаренок, Валия Калванс, Климанс Калванс, Александр Сведс, Геронимс Цодарс).
Ещё несколько братских и одиночных захоронений находятся на территории Католического кладбища. Здесь похоронены красноармейцы, погибшие в ходе Гражданской войны (число и имена неизвестны), жертвы нацистского террора, погибшие в 1941 году (число и имена неизвестны) и 58 воинов, погибших в ходе и вскоре после Великой Отечественной войны (известны имена 39).

### Памятник жертвам Холокоста
На набережной Малого Лудзенского озера, неподалёку от Большой Лудзенской синагоги, установлен памятник жертвам Холокоста в Лудзе. «Здесь под ногами стонет земля», — написано на нём. Это напоминание о трагической истории Лудзенского гетто, в котором погибло почти всё еврейское население города, не успевшее уйти в эвакуацию. В уничтожении евреев принимали участие местные жители. Большая синагога была превращена в гараж для техники. Она уцелела только благодаря тому, что была обложена кирпичом и представляла собой стабильную постройку. В 2016 году здание синагоги восстановили в первозданном виде и открыли для посетителей как музейную экспозицию истории еврейской общины Лудзы.

## Международные отношения
Лудзенский край имеет договоры о сотрудничестве со следующими административными единицами:
- Молетайский районный совет (г. Молетай, Литва, с 2012 г.)
- Рокишкский районный совет (г. Рокишкис, Литва, с 2010 г.)
- Область Ауэ (нем. Samtgemeinde Aue[нем.], Германия, с 2005 г.)
- Невельская районная администрация (г. Невель, Россия, с 2006 г.)
- Себежская районная администрация (г. Себеж, Россия, с 2011 г.)
- Брестский городской исполнительный комитет (г. Брест, Белоруссия, с 2007 г.)
- Новополоцкий городской исполнительный комитет (г. Новополоцк, Белоруссия, с 2011 г.)
- Глубокский районный исполнительный комитет (г. Глубокое, Белоруссия, с 2011 г.)
- Свиштовское самоуправление (г. Свиштов, Болгария, с 2011 г.)
- Маковское самоуправление (г. Маков, Польша, с 2012 г.)

## Разное

### Лудза на почтовой марке
В 2002 году «Латвийская почта» выпустила тиражом 1 млн экземпляров марку номиналом 5 сантимов с изображением герба Лудзы (Michel LT562).

### Теплоход «Лудза»
Теплоход «Лудза» из серии «Андижан» заложен в феврале 1959 года на судоверфи «Neptun» в Ростоке (ГДР) и в сентябре того же года передан Латвийскому морскому пароходству. Эксплуатировался для перевозки грузов в район Средиземного моря, в Северную и Западную Африку. В 1977 году судно было передано Эстонскому морскому пароходству. В 1986 году прибыл в Гамбург для утилизации.

## Галерея
- Руины Лудзенского замка
- Яков Кульнев
- Католический храм
- Православный храм
- Музыкальная школа
- Лютеранская церковь
- Здание бывшей синагоги
- Еврейское кладбище

## Использованная литература
- «Słownik geograficzny Królestwa Polskiego i innych krajów słowiańskich» (Warszawa,1880 — 1902) (польск.)
- «Древности Северо-Западного края. Т. I. Вып. 2: Люцинский могильник» (С.-Петербург, 1893)
- Л. К. Розеншильд-Паулин «Любимец России, или Храбрый Кульнев» (Москва, 2005)
- М. И. Богданович «История Отечественной войны 1812 года, по достоверным источникам» (С.-Петербург, 1859)
- «Отечественная война и русское общество. 1812—1912» (Москва, 1911)
- Jean Baptiste Antoine Marcellin baron de Marbot «Mémoires du général baron de Marbot» (Madrid-Essling-Torrès-Védras, 1891) (фр.)
- «Волостныя, станичныя, сельскія, гминныя правленія и управленія, а также полицейскіе станы всей Россіи съ обозначеніемъ мѣста ихъ нахожденія» (Кіевъ: Изд-во Т-ва Л. М. Фишъ, 1913)
- «Памятная книжка Витебской губерніи на 1887 г.» (Витебскъ, 1887)
- Русский Сборник: исследования по истории России / ред.-сост. О. Р. Айрапетов, Мирослав Йованович, М. А. Колеров, Брюс Меннинг, Пол Чейсти. Том XII. М.: Издательский дом «Регнум», 2012.
- С. П. Сахаров «Город Лудза в прошлом и настоящем» (Рига, 1935)
- В. В. Никонов «Староверие Латгалии. Очерки по истории староверческих обществ Режицкого и Люцинского уездов (2-я половина XVII — 1-я половина XX вв.)» (Издание Резекненской кладбищенской старообрядческой общины, Резекне, 2008)
- «Полное собрание законов Российской Империи. Собрание Первое. 1649—1825 гг.» под редакцией М. М. Сперанского (С.-Петербург, 1830)